# Ala (Italia)
Ala (Ala in dialetto trentino) è un comune italiano di 8 886 abitanti della provincia autonoma di Trento in Trentino-Alto Adige. Situato allo sbocco della Valle dei Ronchi in Vallagarina. Insieme ad Ateleta, Onano, Orero e Siris è uno dei cinque comuni italiani con un nome palindromo.
Fino alla prima guerra mondiale, la cittadina fu un'importante stazione di confine fra l'Italia e l'Impero austro-ungarico.

## Geografia fisica
Il comune di Ala si trova nell'estremo sud della provincia di Trento. Dista dal capoluogo circa 40 km, e una quindicina da Rovereto, altra importante città di riferimento.
Confina a sud con il Veneto (provincia di Verona e provincia di Vicenza).
Il territorio comunale occupa prevalentemente la Vallagarina meridionale ed è solcato dal corso del fiume Adige, poco prima che quest'ultimo entri in Pianura Padana poco a nord di Verona, che ne costituisce il confine occidentale.
È circondato da importanti massicci montuosi e altipiani: immediatamente a est si trovano la Vallarsa e le Piccole Dolomiti, con il Gruppo del Carega e il Pasubio che dominano imponenti.
A sud la Valle dei Ronchi (appartenente al comune) chiude l'altopiano della Lessinia, mentre a ovest si innalza l'Altopiano di Brentonico, appartenente alla catena del Monte Baldo. Verso nord prosegue invece la Vallagarina, con i centri di Mori e Rovereto.

## Origini del nome
L'Itinerarium Antonini (III secolo d.C.) menziona un insediamento chiamato Ad Palatium, identificabile con l'attuale comune di Ala.
Secondo altre ipotesi, il nome potrebbe trarre origine da un'ala dell'esercito romano, anticamente stanziata nella zona. Infine, secondo un'ultima ipotesi il nome potrebbe aver avuto origine semplicemente dalla forma (di ala, appunto) che aveva anticamente l'abitato. Potrebbe anche derivare da una qualche lingua ugro-finnica dove Ala significa "sosta" o "caverna".

## Storia

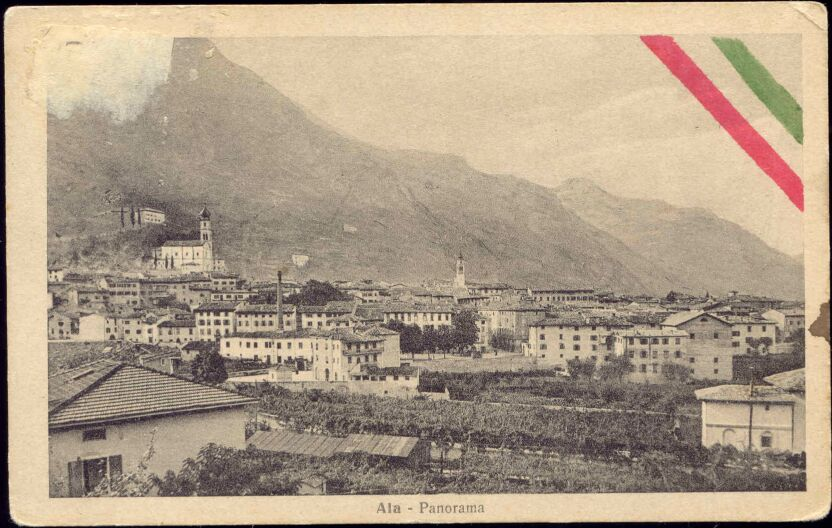
Ala attorno al 1910

Le più antiche testimonianze di frequentazione umana nel territorio di Ala sono databili a partire da circa 40 000 anni fa, nello specifico appartengono al Paleolitico medio e alla fase finale del Paleolitico superiore, nell'alta Lessinia alla Sega di Ala-Passo delle Fittanze e sul crinale del Monte Baldo al Passo San Valentino, Madonna della Neve e Fontana della Teia. Le tracce sono attribuibili all'Uomo di Neanderthal. In analogia con il resto della valle dell'Adige, tra 15 000 e 10 000 anni fa viene attestata la frequentazione del territorio da parte di gruppi di homo sapiens, in corrispondenza di quote medio alte. Nello specifico, attestazioni archeologiche attribuibili a questo frangente cronologico si registrano presso Malga Cornafessa e nuovamente in loc. Sega di Ala, dove è confermata la presenza stagionale di gruppi di cacciatori-raccoglitori, che risalivano i crinali montuosi al seguito delle mandrie dei grandi erbivori. 
Le indagini archeologiche condotte presso il riparo sotto roccia a Le Corone (ai Marani) hanno dimostrato la frequentazione dell'area da parte di gruppi umani durante il Neolitico antico e medio (V millennio a.C.) e il suo utilizzo a scopo sepolcrale, nell'età del rame (III millennio a.C.).
In ragione del ruolo imprescindibile della val d'Adige negli scambi di materie prime (succinite baltica, pani di vetro, metalli ad esempio) e prodotti finiti tra il Nord e il Sud delle Alpi, durante l'età del bronzo il territorio di Ala conosce un sempre maggiore sviluppo, fino all'età del ferro, quando i continui contatti con il mondo transalpino portano allo sviluppo della cultura retica in Trentino-Alto Adige, Tirolo ed Engadina (V-I sec. a.C.). Più consistente il numero di ritrovamenti archeologici ascrivibili a queste fasi cronologiche: due asce in bronzo da Serravalle databili all'età del bronzo; una roncola in bronzo da Chizzola (Bronzo recente, XII sec. a.C.); un'ascia in bronzo con innesto a cannone ritrovata fra Ala e Peri (Bronzo recente, XIII sec. a.C.); uno spillone in bronzo, ritrovato nel giardino di Palazzo Pizzini (Bronzo finale, XI sec. a.C.). Per l'età del ferro si contano: uno spillone in bronzo da Bocca d'Ala (VII-VI sec. a.C.), un coltello in bronzo a lama serpeggiante dal centro del paese (VII sec. a.C.), una fibula in bronzo con decorazioni incise dal Dos del Golin (VI-V sec. a.C.); una fibula a forma di cavallino da Serravalle; due fibule tipo Certosa (V-IV sec. a.C.) da Marani e da Sabbionara; una fibula in bronzo di tipo celtico da Santa Margherita (V-IV sec. a.C.); un pendaglio in bronzo a forma di stivale da Sdruzzinà (V-IV sec. a.C.).
Il processo di romanizzazione in Trentino e nello specifico nell'attuale territorio di Ala si avvia in modo graduale, con l'avvio dei primi contatti commerciali con gli avamposti romani dell'Italia centrale nel III secolo a.C. fino alla fondazione di Tridentum nel I sec. a.C. e con le guerre retiche (16-15 a.C.). L'ingresso nei domini di Roma potenzia ulteriormente il ruolo di mediazione dei traffici commerciali svolto dalla Valle dell'Adige nei secoli precedenti. Ne è testimonianza la realizzazione della via Claudia-Augusta che connetteva la Pianura Padana al mondo bavarese, come testimonia, ancora nel III sec. d.C., l'Itinerarium Antonini.
Il territorio trentino tra i secoli VI e VIII d.C. fu teatro di numerose scorrerie barbariche. Divenne parte del Regno ostrogoto e successivamente venne a ricadere entro i confini del Ducato longobardo, che comprendeva, tra gli altri territori dell'Italia centro-settentrionale, tutta la Val Lagarina. Il Ducato cadrà in seguito sotto il controllo dei Franchi.
In epoca medioevale, il centro era diviso sostanzialmente in due zone: l'una attorno al castello (andato distrutto nel corso del Medioevo dai Castelbarco) e l'altra più a valle.
Successivamente e fino al Rinascimento, furono realizzati sistemi difensivi fra i quali le porte di ingresso al borgo e, a sud, alcune torri di legno dette bastie. Questo nome è rimasto tutt'oggi come toponimo della zona e così viene chiamata una vicina area gioco per bambini.
Nel Cinquecento si sviluppa significativamente il commercio, con la coltivazione del gelso e del baco da seta. Attività nata durante la dominazione veneta e un secolo più tardi integrata con la produzione del velluto di seta destinato al mercato europeo.
Iniziò quindi un notevole periodo di ricchezza che durò fino al Settecento, ancora riscontrabile nel tessuto urbanistico realizzato fra il Seicento e il Settecento.
Ad Ala, a dimostrarne l'importanza nel periodo post-medievale, fu conferito sin dal XVI secolo il titolo di città e nel XIX secolo vi fu fondato un Imperial Regio Ginnasio, come a Trento e nella vicina Rovereto, a dimostrare l'importanza, anche culturale, nel periodo di dominazione asburgica di questa cittadina.
A partire dalla seconda metà del 1800 parte la costruzione della ferrovia del Brennero e Ala è comunque coinvolta con la nascita di attività commerciali legate alla strada ferrata e contemporaneamente va in crisi il settore della seta.
A cavallo tra Ottocento e Novecento Ala è frontiera italo-austriaca con presenza di case di spedizione, alberghi e guardie di finanza da entrambe le parti. Questo periodo comunque prospero finisce con lo scoppio della Grande Guerra e i successivi spostamenti di confini.
 Ala fu una delle prime località a essere conquistate dal regio esercito italiano (27 maggio 1915) insieme ad Avio e alla sua frazione, Borghetto. Si dice che la sua presa costò solo due vittime da parte italiana, Ettore Vincenzi di Modena e Pietro Vallaro di Vercelli, soldati del 114º reggimento di fanteria (come riportato nella lapide commemorativa sito nel Giardino della Famiglia Piconi) ed oltre una quarantina di prigionieri da parte austriaca.
Nel 1944, quando i nazisti erano in ritirata dall'Italia, decisero di costruire lo sbarramento di Ala come ultimo baluardo.

### Simboli
Lo stemma è stato riconosciuto con DCG dell'8 aprile 1929.
Il gonfalone, concesso con regio decreto dell'11 marzo 1937, è un drappo di azzurro al palo di bianco.

## Monumenti e luoghi d'interesse

### Evidenze archeologiche di età romana e dell'Altomedievo

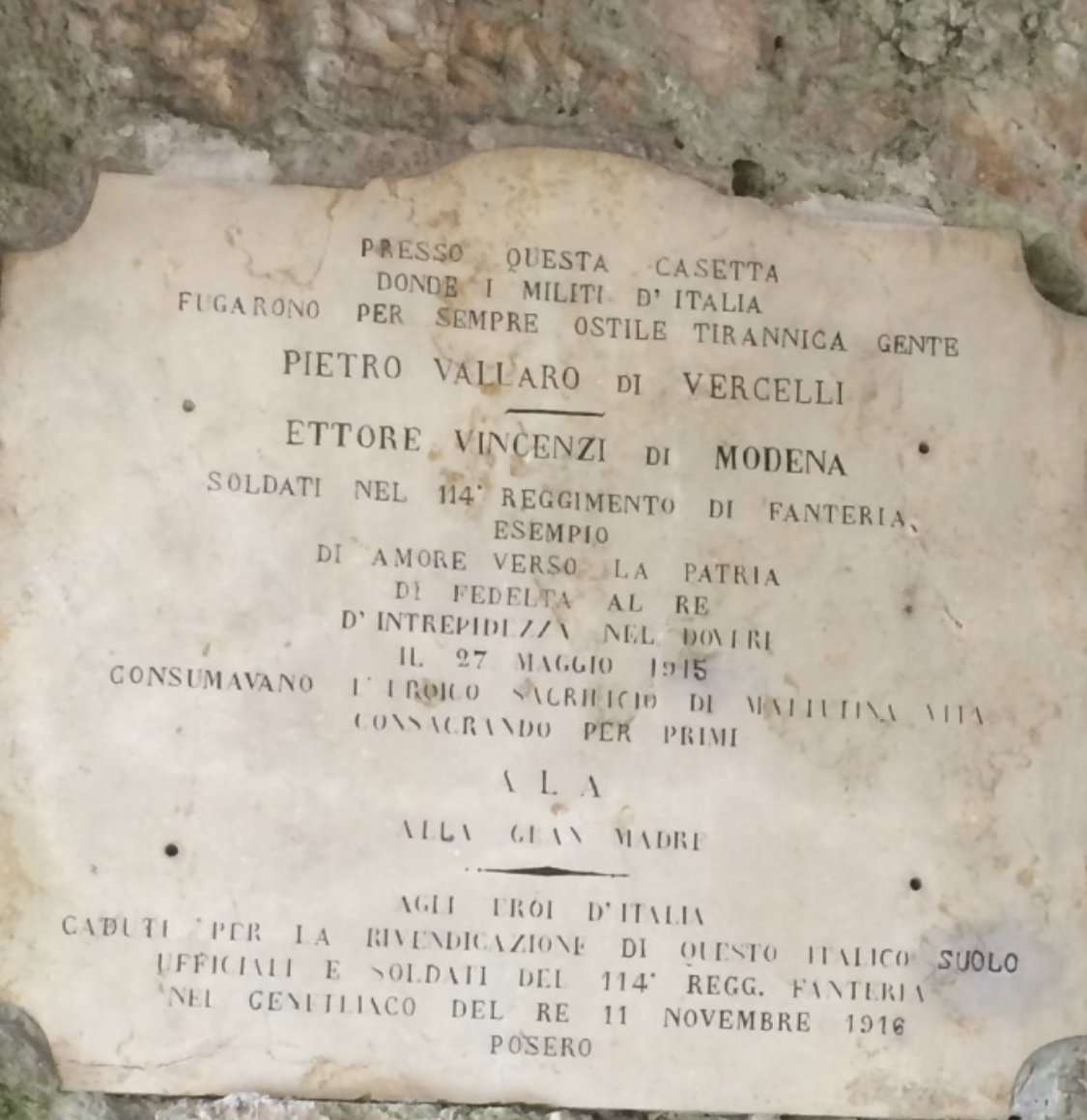
Lapide commemorativa primi caduti sul fronte Trentino nella Grande Guerra (giardino Piconi)

Il comune di Ala può contare numerosi siti e contesti archeologici databili all'età romana e all'Alto Medioevo.
- Necropoli di Serravalle-ferrovia, con sepolture a incinerazione.
- Tombe a inumazione di S. Margherita alla foce del rio Cipriana.
- Necropoli a incinerazione e inumazione ai Marani Preelonghe.
- Numerose sepolture a inumazione ai Marani Binelonghe, ai Marani Curarisi in loc. Acquaigola e in loc. Fossa.
- Altre testimonianze, resti di edifici o singoli reperti sono documentati ai Palazzi, ai Gazi, alle Bastie, ai Prai Sarni, alle Previele, al Lustro, a Sabbionara, a Pilcante-Neravalle.
- Peso di stadera in bronzo raffigurante un volto di Medusa databile al III sec. d.C. da S. Pietro.
- Tesoretto con 74 monete romane e altri oggetti e un bronzetto di Minerva da Chizzola alle Moie.
- Iscrizione in calcare rosato dedicata a Diana, del I-II sec. d.C. dai Marani alla Fornaseta.
- Una lampada in bronzo e un amuleto, entrambi a forma di fallo.
- Un miliare che indica il 37º miglio, dedicato a Costantino II, dai Marani-fondo Gresta e un altro miliare che indica invece il 24º miglio, con la dedica agli imperatori Magno Massimo e Flavio Vittore, rinvenuto presso la chiesa di San. Pietro in Bosco.
- Evidenze funerarie di Alto Medioevo presso Marani-Binelunghe e S. Pietro in Bosco.

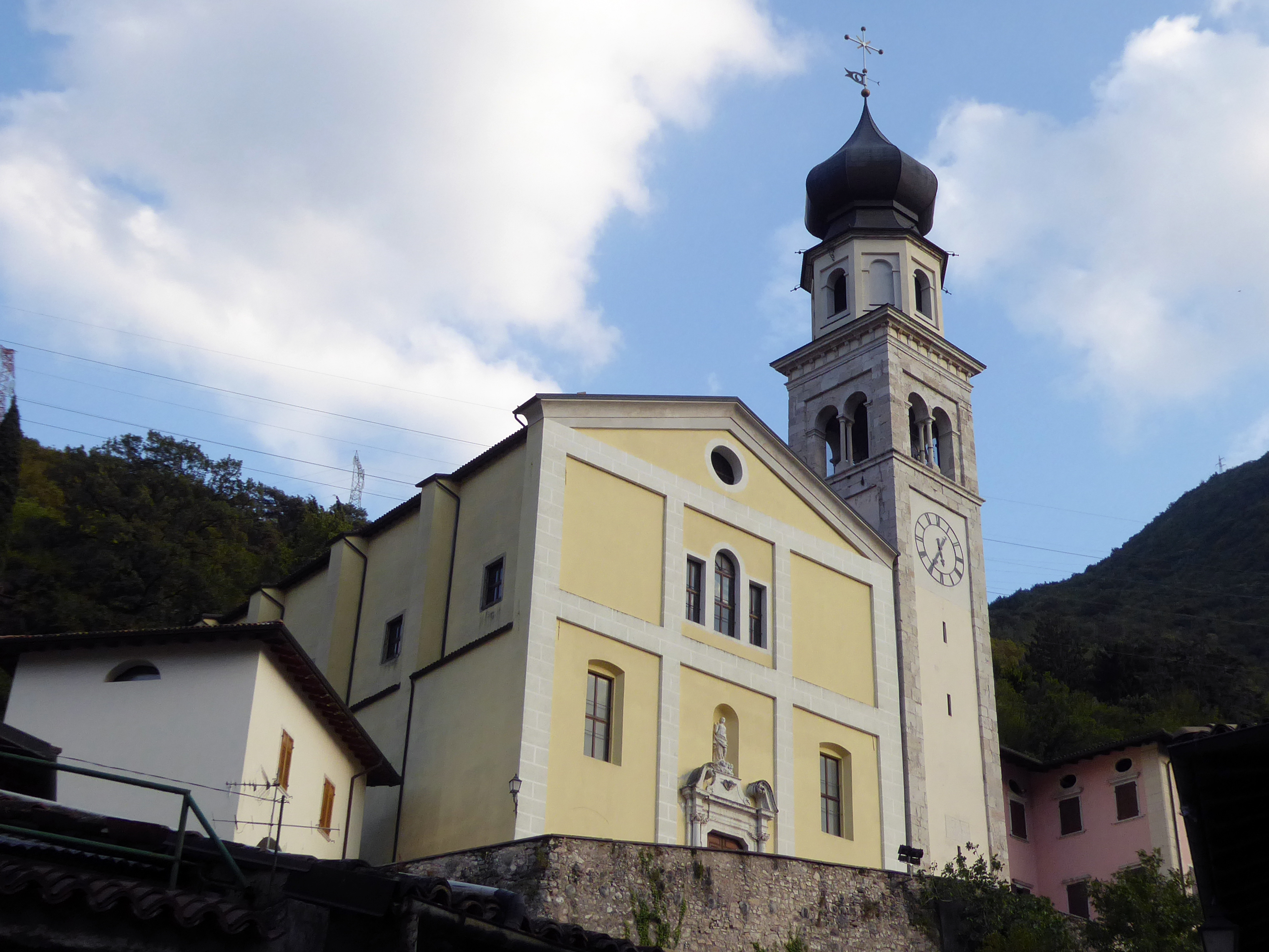
Chiesa di Santa Maria Assunta

### Architetture religiose
- Chiesa parrocchiale di Santa Maria Assunta, arroccata in una posizione sopraelevata sul centro storico e vi si accede attraverso una strada stretta e ripida. Ha origini antichissime e si pensa sia sorta dalle rovine di un antico castello distrutto dalle lotte medievali tra i principi vescovi di Trento e i Castelbarco. Ha subito varie trasformazioni nel corso dei secoli, danneggiata durante la prima guerra mondiale, è tornata all'aspetto attuale nel 1929. La facciata con il timpano in passato era affrescata con motivi ornamentali, rimane solo quella centrale delle tre porte d'ingresso, il portale in stile barocco dominato da una statua della Vergine Assunta, patrona di Ala. Tra i nove altari in marmo policrono si erge un maestoso altare maggiore, il primo sulla destra, con la pala che raffigura Santa Lucia, patrona dei vellutai, della scuola del Cignaroli. Una collezione di oggetti e vesti sacre (di vero velluto alense del 700) è presente nell'annessa canonica.[12]

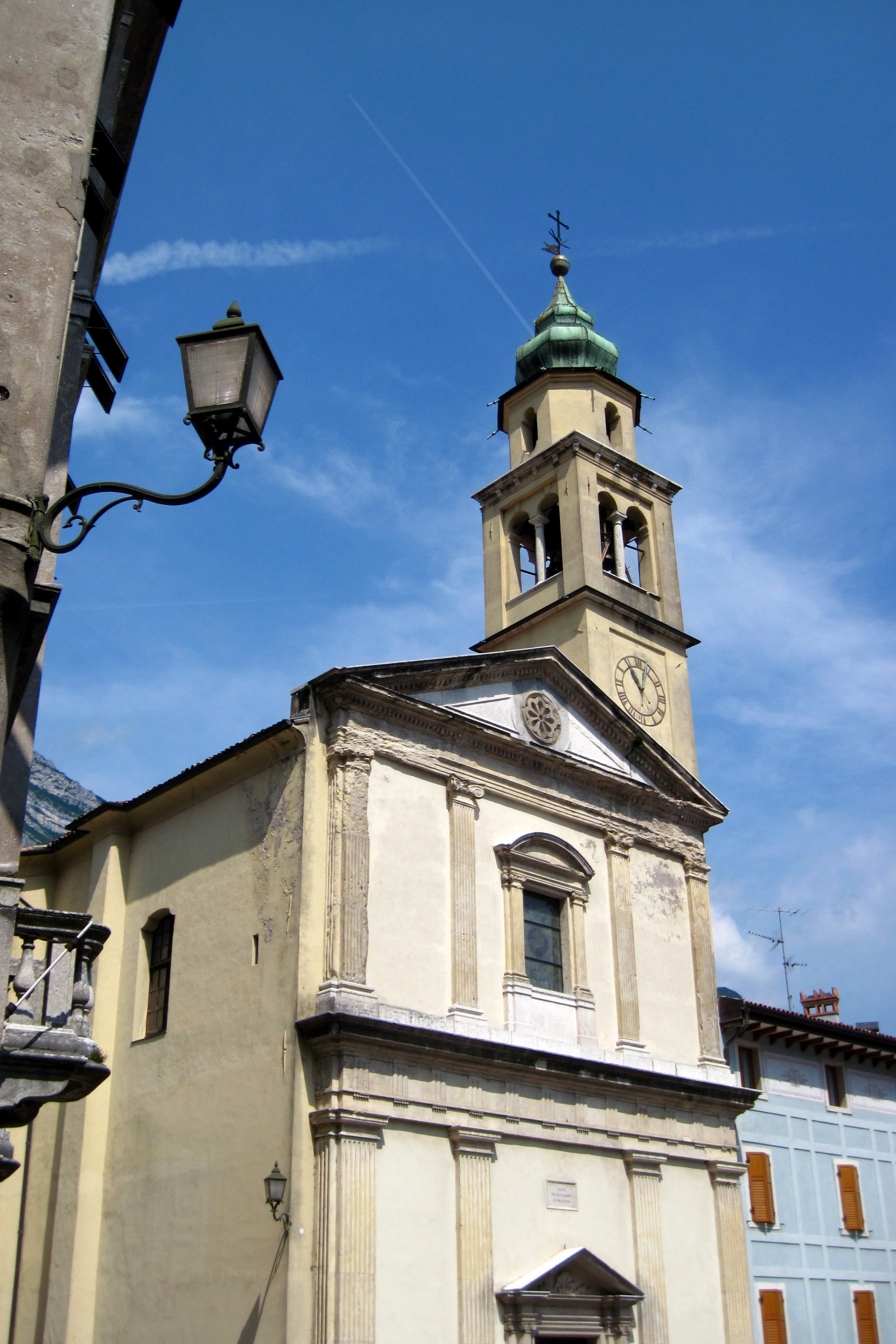
Chiesa dei Santi Giovanni Battista ed Evangelista

- Chiesa dei Santi Giovanni Battista ed Evangelista. Al centro, nella piazza omonima, di fronte al comune e a poche decine di metri dalle scuole medie. Citata a partire dal 1342, la chiesa ha subito molti restauri e ampliamenti: fu riedificata verso il 1501, e poi in epoca barocca (1751) e rimaneggiata nel 1894. La facciata neoclassica è alta e stretta e all'interno la volta è affrescata dal veronese Orlando Fattori. All'interno, dietro l'altare maggiore in marmo di Castione, campeggia la pala giovanile del pittore veronese Alessandro Turchi, detto l'Orbetto, con la Madonna e Gesù sulle nuvole e sotto i santi Giovanni Evangelista, Rocco e Sebastiano, del XVII secolo.[13][14] All'interno le pareti intonacate sono ripartite da poderosi pilastri che terminano con capitelli compositi e con un arco a pieno centro nella facciata opposta nella quale si apre la cantoria. Lungo la navata si aprono specularmente due cappelle a pianta rettangolare. Il presbiterio si eleva su due gradini. La fascia di coronamento (cornicione) segue tutta la struttura perimetrale. Il pavimento della navata, delle cappelle e del presbiterio è costituito da quadrotte diagonali di pietra calcarea bianche e rosse. Gli affreschi decorano la volta della navata e del presbiterio; le cornici dei dipinti e i capitelli dei pilastri sono in stucco modellato.[15] Nel 1635 la chiesa venne sconsacrata per circa un anno a causa dell'uccisione al suo interno di una donna della frazione di Ronchi, soprannominata Pomera, considerata una strega dalla superstizione popolare.[9][16]

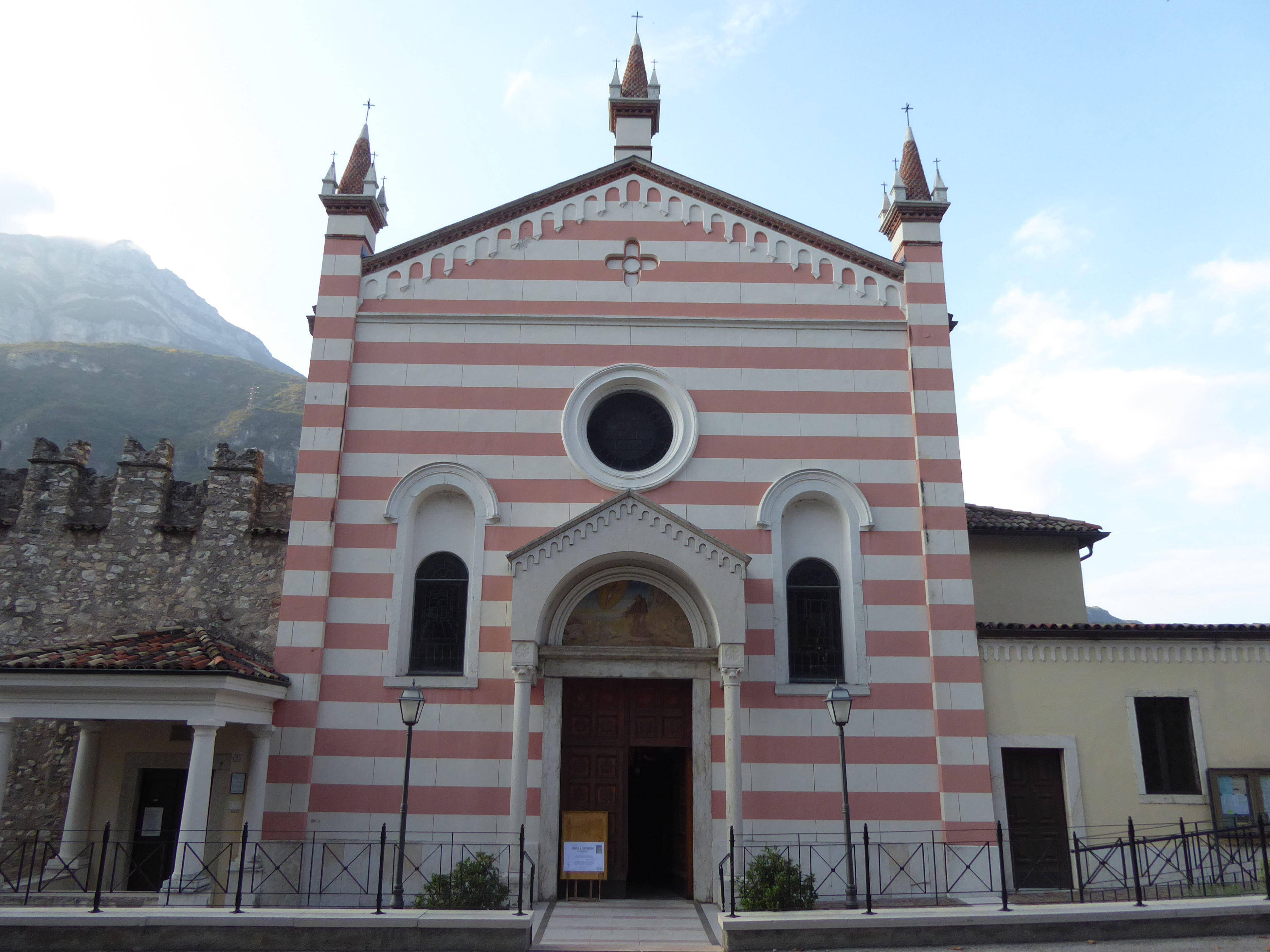
Chiesa San Francesco d'Assisi

- Chiesa di San Francesco d'Assisi, è posizionata nei pressi delle scuole elementari e dell'ospedale. Viene gestita da membri dell'ordine dei frati cappuccini, i quali alloggiano nella parte posteriore della chiesa. Orientata verso nord-ovest, presenta una facciata in stile neo-romanico, sistemata da Luigi Dalla Laita nel 1890. Nel 1990 grazie a una ritinteggiatura totale della struttura, venne ristabilita la decorazione originaria della facciata a bande orizzontali bianche e rosse. Il bene è a pianta rettangolare con asse maggiore longitudinale e internamente si sviluppa su una navata unica voltata a botte.[17] È una delle poche chiese a essere stata visitata da un pontefice, Pio VI, nel 1782.[18]

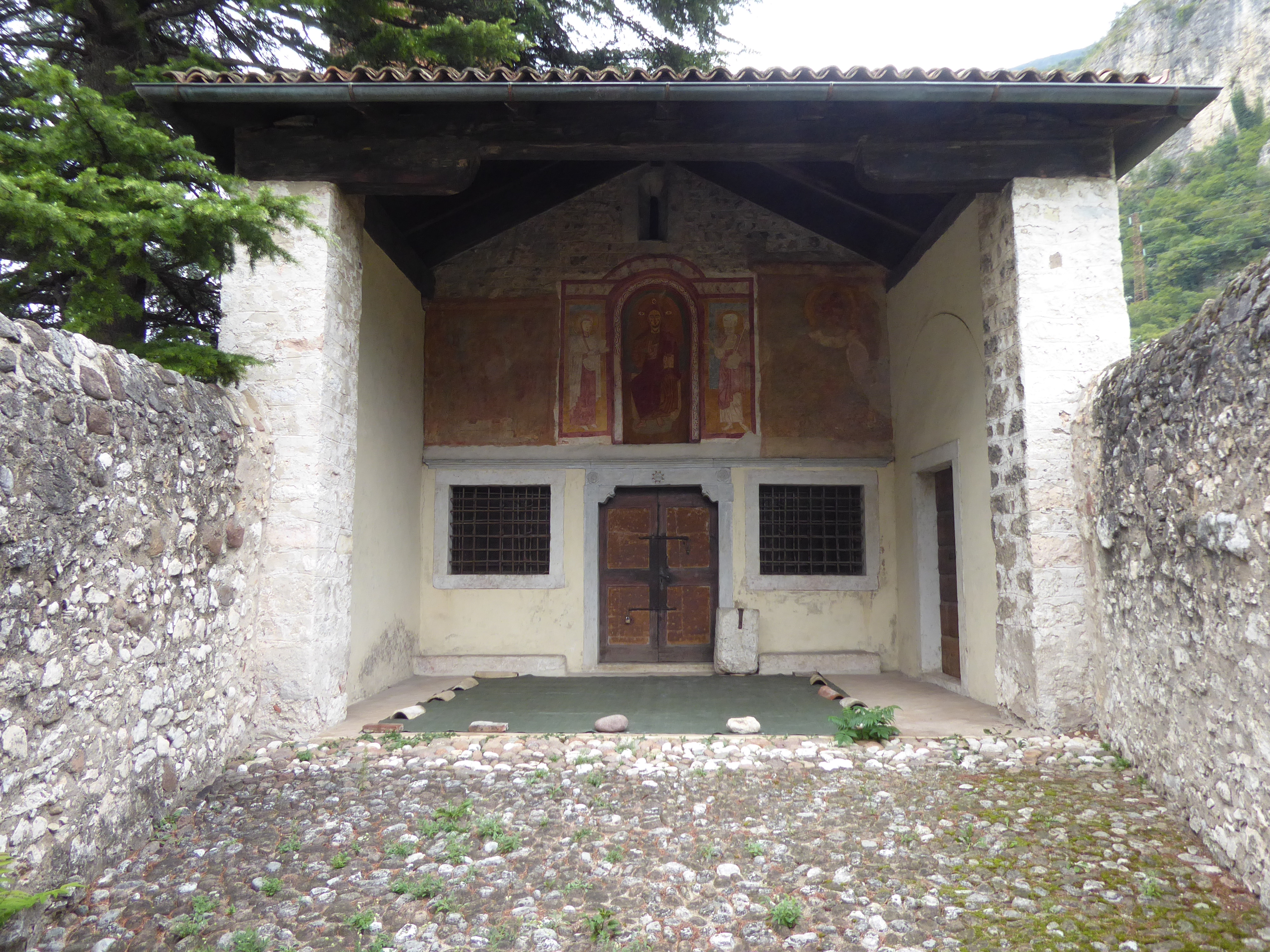
Chiesa di San Pietro in Bosco

- Chiesa di San Pietro in Bosco, situata in località Sdruzzinà e risale al VI secolo. Edificata in stile romanico conserva pregevoli affreschi medioevali. È il più antico monumento di Ala ed è rilevante sia in ambito architettonico e per i suoi affreschi sia in ambito archeologico: sono state rinvenute testimonianze della presenza romana e una pietra miliare del IV secolo. La struttura è documentata a partire dal 1348. Inizialmente la chiesa era dedicata a san Pietro in Bosco, probabilmente in riferimento alle caratteristiche del luogo in cui sorge: si trova fuori dagli abitati e in un contesto di fitta vegetazione. A partire dal 1708, dagli Atti visitali, risulta essere dedicata ai santi Pietro e Paolo.[19] La leggenda racconta che qui Teodolinda nel 589 incontrò il re dei longobardi Autari, suo futuro sposo.[20][21] La chiesa ha pianta rettangolare e una facciata a due salienti che è seguita da una cornice marcapiano. Dinanzi alla facciata è presente un atrio coperto da tetto a due falde con travi lignee a vista e sul lato nord vi è un campanile a pianta rettangolare con guglia conica. All'interno la navata viene scandita da semipilastri poggianti lungo le pareti in due campate quadrate coperte da volte a crociera. Il presbiterio rettangolare sopraelevato è coperto da volta a crociera e viene illuminato da due finestre semicircolari. Molto dibattuta è la datazione degli affreschi che ornano la facciata e gran parte delle pareti della navata (presumibilmente tra metà del XII secolo e il XIII secolo), in quanto realizzati da diversi artisti. Mentre nella parete nord della prima campata gli affreschi sono trecenteschi. Sul pavimento, in pietra irregolare in navata e in mattonelle di cotto nel presbiterio, sono rimasti esposti dagli scavi archeologici, i resti del primo edificio preromanico.[22]
- Chiesa di San Giovanni Nepomuceno, che in loco viene soprannominata San Gioanim. L'edificio è risalente al 1749, ed è stato donato agli alensi da Domenico dal Maso. Si trova nei pressi dell'ex-filatoio Gresti, e vicino si apriva una delle porte della città. L'edificio è a uso di una delle bande musicali più antiche del Trentino: banda musicale di Ala fondata nel 1882. La facciata dell'edificio è suddivisa in due ordini architettonici: quello inferiore è in stile barocco. Al centro dell'architrave si trova lo stemma del comune, un'ala. In una nicchia, sopra allo stemma, si nota la statua di san Giovanni Nepomuceno.[23]

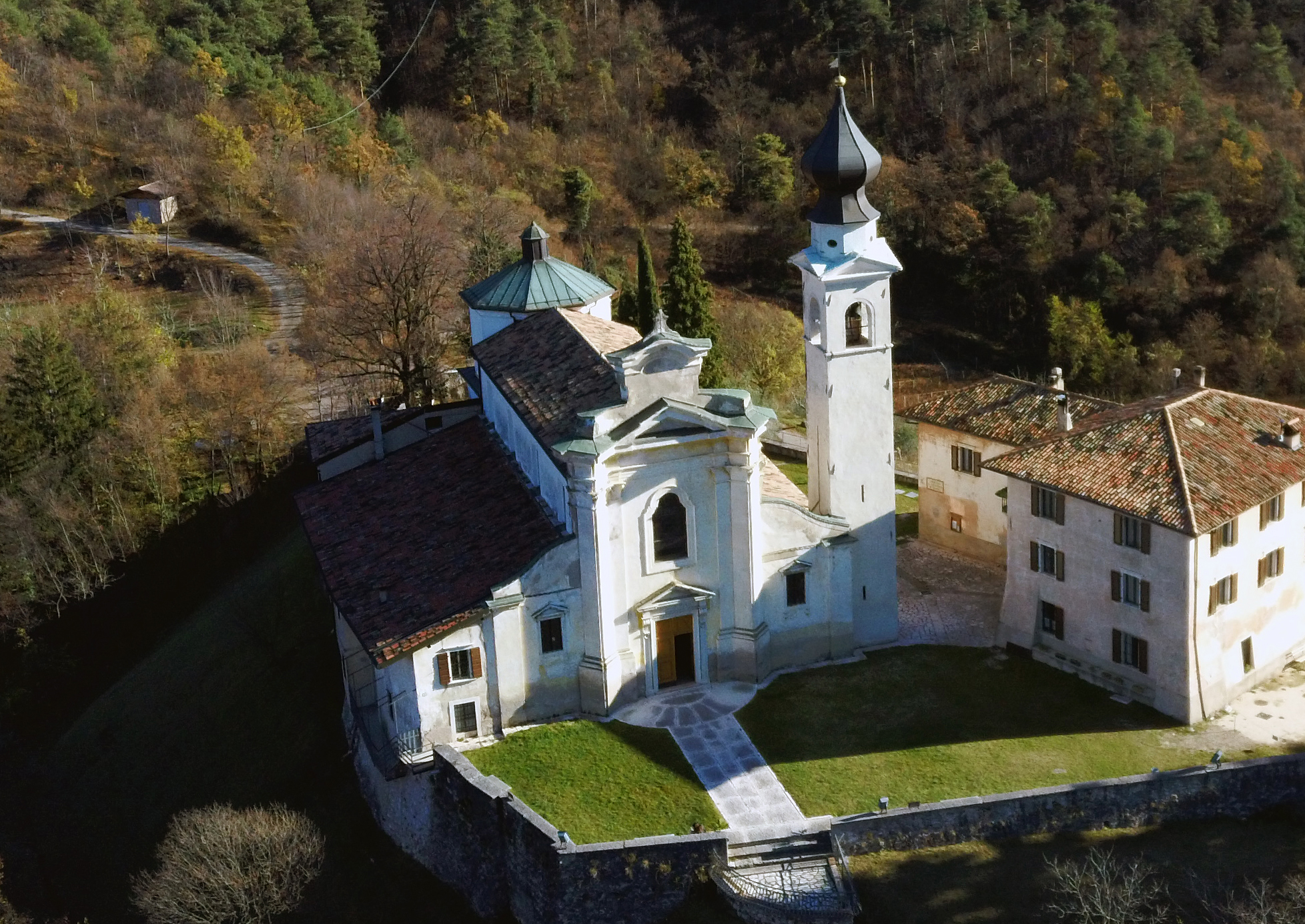
Santuario di San Valentino

- Santuario di San Valentino, presso passo Buole. L'edificio sorge su un colle che domina la valle dell'Adige. Secondo la leggenda le sue origini si collocano prima del XIII secolo, quando fu eretto un tabernacolo là dove una luce appariva nella notte.[24] La chiesa, orientata a nord-est, presenta una facciata a salienti cui è affiancato il campanile con copertura a cipolla poggiante su lanterna ottagonale. La primitiva chiesa fu benedetta la prima volta l'11 aprile 1329 e riconsacrata il 29 novembre 1501 da Francesco de la Ecclesia, vescovo titolare di Drivasto in Albania. Nel documento originale di consacrazione viene sottolineato che la chiesa fosse "nuova", termine che riconduce alla supposizione che si fossero svolti importanti lavori di ampliamento o rifacimento della chiesa stessa. Durante la prima guerra mondiale il santuario fu adattato a ospedale militare con conseguente rimozione degli altari lignei e dei quadri e tavolette ex-voto. La chiesa fu riaperta al culto nel 1922 e poi, di nuovo, tra il novembre del 1944 e l'aprile del 1945 il santuario fu preso dalle squadre d'assalto tedesche, che lo riadattarono nuovamente a deposito di munizioni e a stalla per cavalli. Nel 1952 fu demolita la sacrestia sud-est e venne edificato un porticato come sacrario per ricordare i caduti che difesero il Passo Buole durante la seconda guerra mondiale. Nel 1983 il santuario venne completamente restaurato: la ricostruzione del tetto fu l'intervento più significativo.[25]

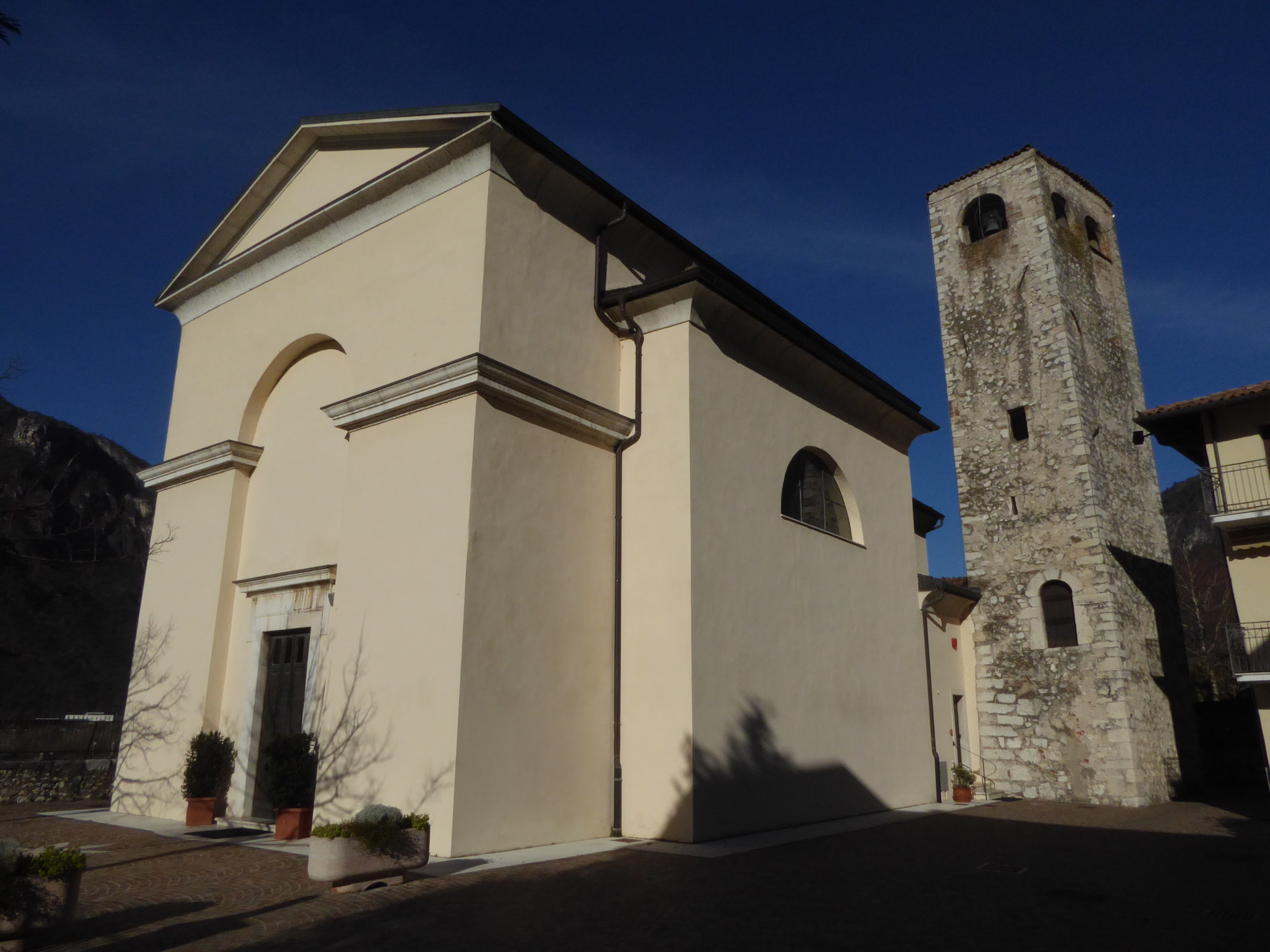
Chiesa di Santa Margherita

- Chiesa di Santa Margherita, parrocchiale della frazione di Santa Margherita. La chiesa e il suo campanile risultano separati sia topograficamente sia storicamente dal punto di vista architettonico. La prima, è una struttura neoclassica dell'Ottocento, mentre il secondo ha forme romaniche e rimonta ai primi anni del XII secolo. La chiesa presenta una pianta rettangolare e l'imponenza della sua struttura, la porta alta sul piano del sagrato, attestano la sua iniziale funzione come caposaldo di guardia e di difesa.[26] All'interno, la navata è coperta da una volta a vela centrale e due volte a botte laterali, e nella parte centrale vi sono due ampie cappelle laterali contrapposte, circoscritte da archi a tutto sesto. Un cornicione marcapiano in stucco modanato segue tutta la navata fino al presbiterio, coperto anch'esso da una volta a vela. Il pavimento è rivestito da mattonelle in pietra e pitture murali opera di Adolfo Mattielli del 1945 che ornano le volte, l'arco santo, il presbiterio e il catino absidale. Inoltre, delle finte partiture architettoniche rimarcano le volte, gli archi e gli angoli.[27]

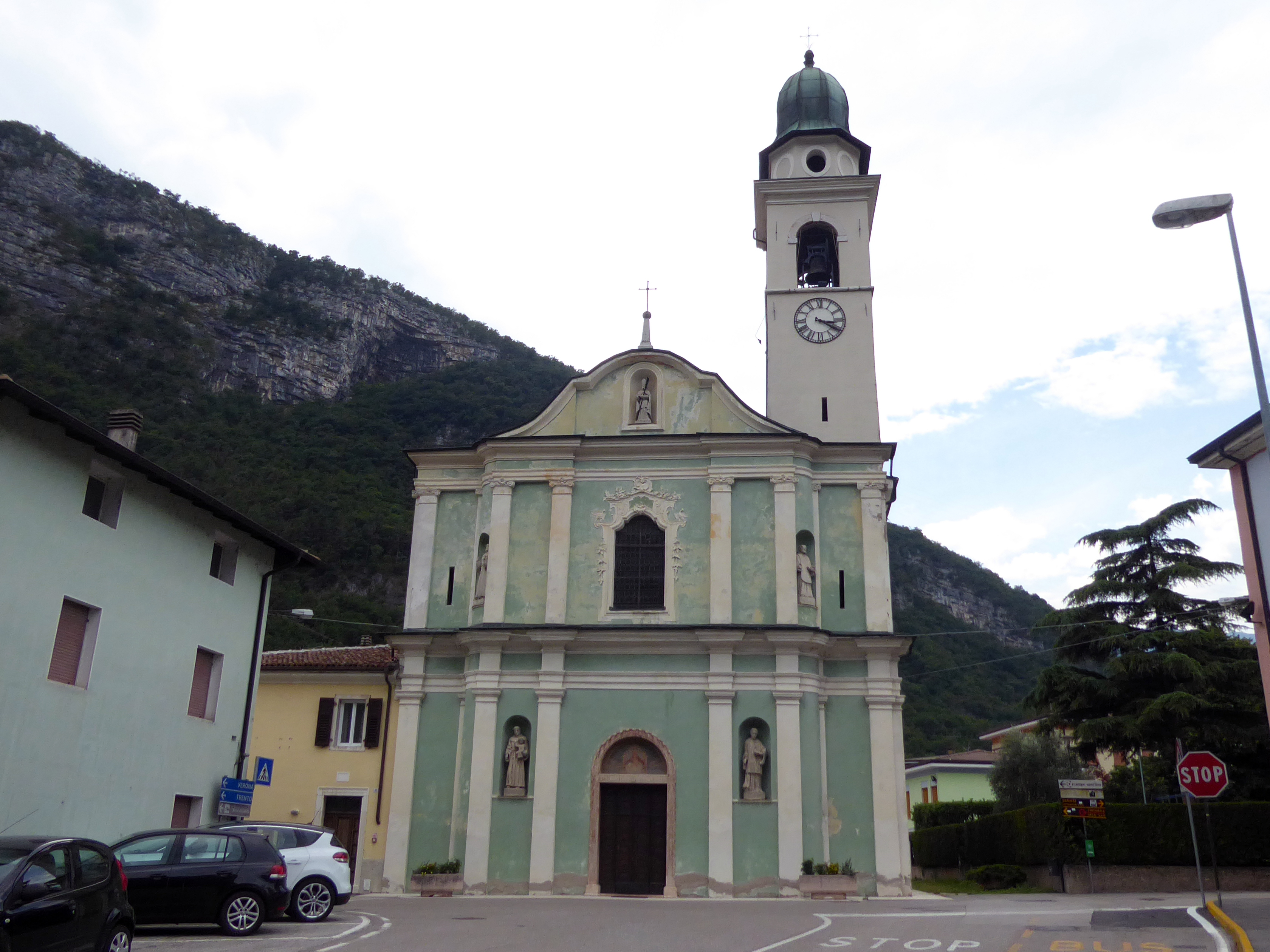
Chiesa di San Nicolo'

- Chiesa dei Santi Fabiano e Sebastiano, parrocchiale della frazione di Serravalle. La struttura è stata innalzata attorno al 1483, e consacrata il 22 novembre 1708. A partire dal 1863 la comunità di Serravalle iniziò le pratiche per il restauro del campanile. L'appalto venne vinto dall'impresario Annibale Simonini di Serravalle l'8 settembre 1872. I lavori previdero «opere da muratore, da carpentiere e falegname, da lattoniere (…) e da pittore», terminarono il 9 luglio 1873 con conseguente collaudo della struttura. Durante i bombardamenti della prima guerra mondiale fu quasi rasa al suolo e poi nuovamente ricostruita. Il bene si affaccia su un angusto terrazzamento, al centro dell'abitato di Serravalle all'Adige. L'edificio, orientato a sud-est, presenta una facciata divisa da quattro lesene poggianti su un alto zoccolo liscio, che sostengono un frontone triangolare. Gli esterni sono stati ritinteggiati nel corso del 2011.[28][29]
- Chiesa di San Nicolò, parrocchiale della frazione di Chizzola. La chiesa è stata riedificata nel XVIII secolo, su un edificio sacro, di epoca medioevale, che si ergeva più a sud,[30] e benedetta durante una visita pastorale dal principe vescovo di Trento Sizzo de Noris il 25 maggio 1768. Il 23 maggio 1916 una granata austriaca fu responsabile del crollo del tetto del presbiterio e di parte di quello della navata all'interno, con conseguenti importanti danni alla struttura e agli interni. La chiesa venne abbandonata, subendo saccheggi per oltre tre anni e nel 1919 il Genio militare iniziò i lavori di restauro per ripristinare la parete abbattuta e il tetto; nel 1921 continuarono i lavori esterni e interni più urgenti (manto di copertura, tetto, tinteggiatura, rifacimento di alcune decorazioni in stucco, posa dei pavimenti).Terminati i lavori, la chiesa venne consacrata il 6 dicembre 1921, festa di San Nicolò, il quale diede il nome alla chiesa. L'anno successivo, Giuseppe Parisi di Trento si occupò delle vetrate e negli anni successivi si assisté a un rinnovamento e rifacimento di diversi altari e arredi. L'edificio è orientato a ovest e per la somiglianza della sua facciata in stile barocco con quella di San Martino a Pilcante, opera di Bernardo Tacchi il Vecchio, si ipotizza che quest'ultimo abbia operato anche qui.[31][32]

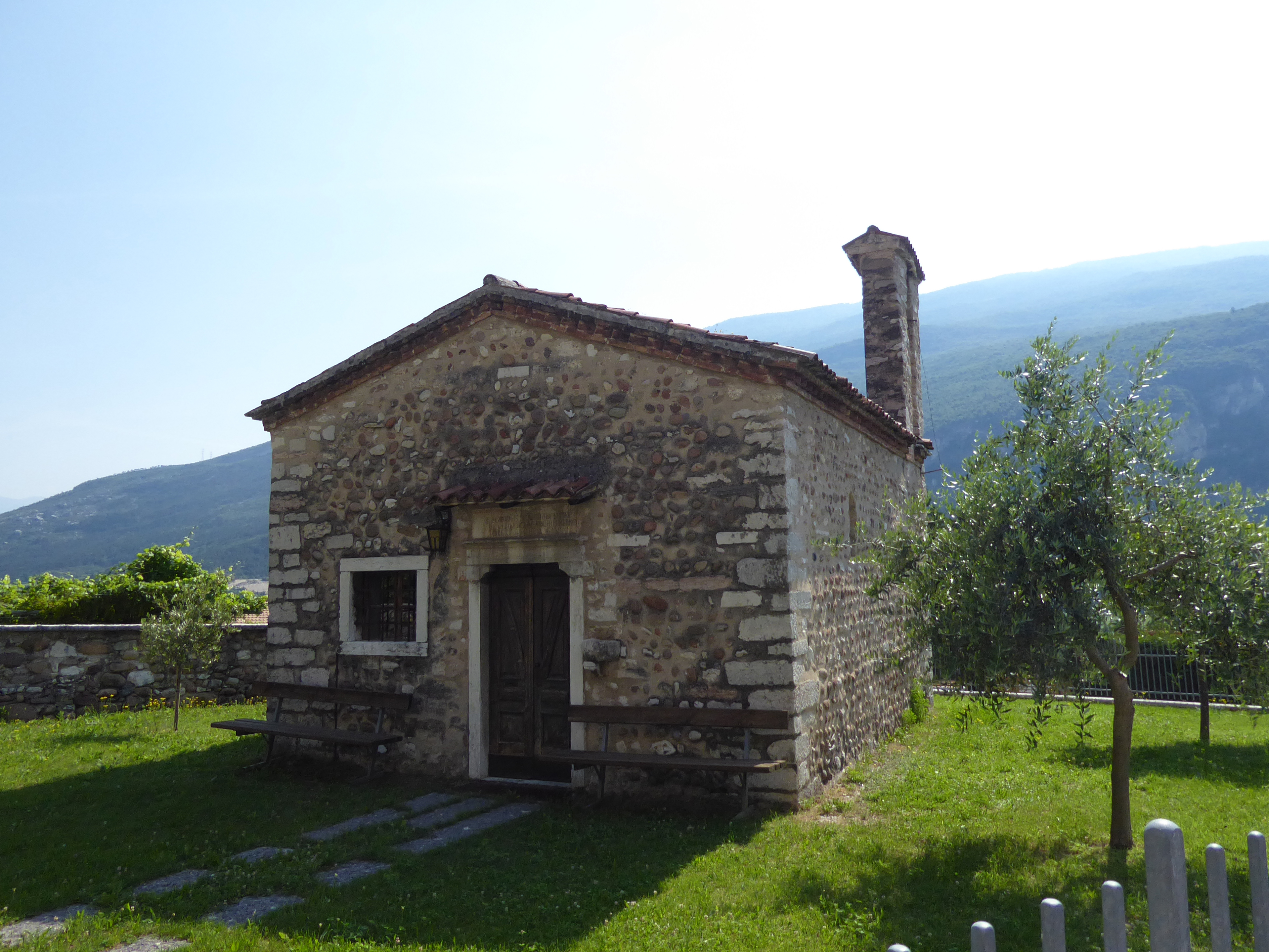
Chiesa di Santa Cecilia, Chizzola

- Chiesa di Santa Cecilia, nella frazione di Chizzola. Sorge su un rilievo ed è un'antica e piccola chiesa in stile "romanico alpino", all'interno di un prato circoscritto da un muretto, nel luogo in cui in origine si trovava il cimitero. La data di fondazione risulta sconosciuta ma alcuni studiosi fanno riferimento a un'iscrizione del XV secolo presente in facciata (Ego Iohannes Sanctae Tridentinae ecclesiae indignus archipresbiter hunc oratorium fieri rogavi) che testimonierebbe la fondazione per conto di Johannes Hinderbach, vescovo di Trento dal 1465 al 1486. Vi sono murature a corsi regolari di ciottoli e cantonali di pietra squadrata, un piccolo portale con architrave quattrocentesca, un'abside semicircolare e un campanile a vela. L'interno presenta un'unica navata, ed è riccamente decorato da affreschi di ambito veronese, risalenti al primo/secondo decennio del Trecento.[33] Dove non sono presenti affreschi, le finiture interne sono a intonaco tinteggiato. Il presbiterio e l'abside sono innalzati da un gradino. Il pavimento è in mattonelle diagonali in cotto, mentre i gradini all'ingresso della struttura e al presbiterio sono in pietra. Il catino absidale, l'arco santo e le pareti laterali sono affrescati.[34] Si pensa che il toponimo Chizzola si riferisca a una piccola chiusa (clausoria), che era un luogo strategico con funzioni di controllo e di transito, vicino a dove la valle si restringe. La morfologia dell'area può effettivamente riflettere l'esistenza di una connessione tra il nome dell'abitato e la conformazione del territorio circostante. Tuttavia, un'altra ipotesi sull'origine del nome è che il paese sorgesse lungo un antico assetto viario romano incentrato sulla via Claudia Augusta Padana, dal cui nome deriva l'appellativo Claudiola, ovvero Chizzola.[35][36].
- Chiesa di San Lorenzo, nella frazione di Ronchi. La primigenia chiesa venne benedetta nel 1499 e riedificata tra il 1889 e il 1892 con soprelevazione del campanile nel 1908. La struttura fu poi sottoposto a restauro nel 1984. Il bene presenta una facciata a due spioventi delimitata da coppia di lesene angolari e portale architravato. A ridosso della facciata, sul lato destro, si erge la torre campanaria a pianta quadrata.[37]

### Architetture civili

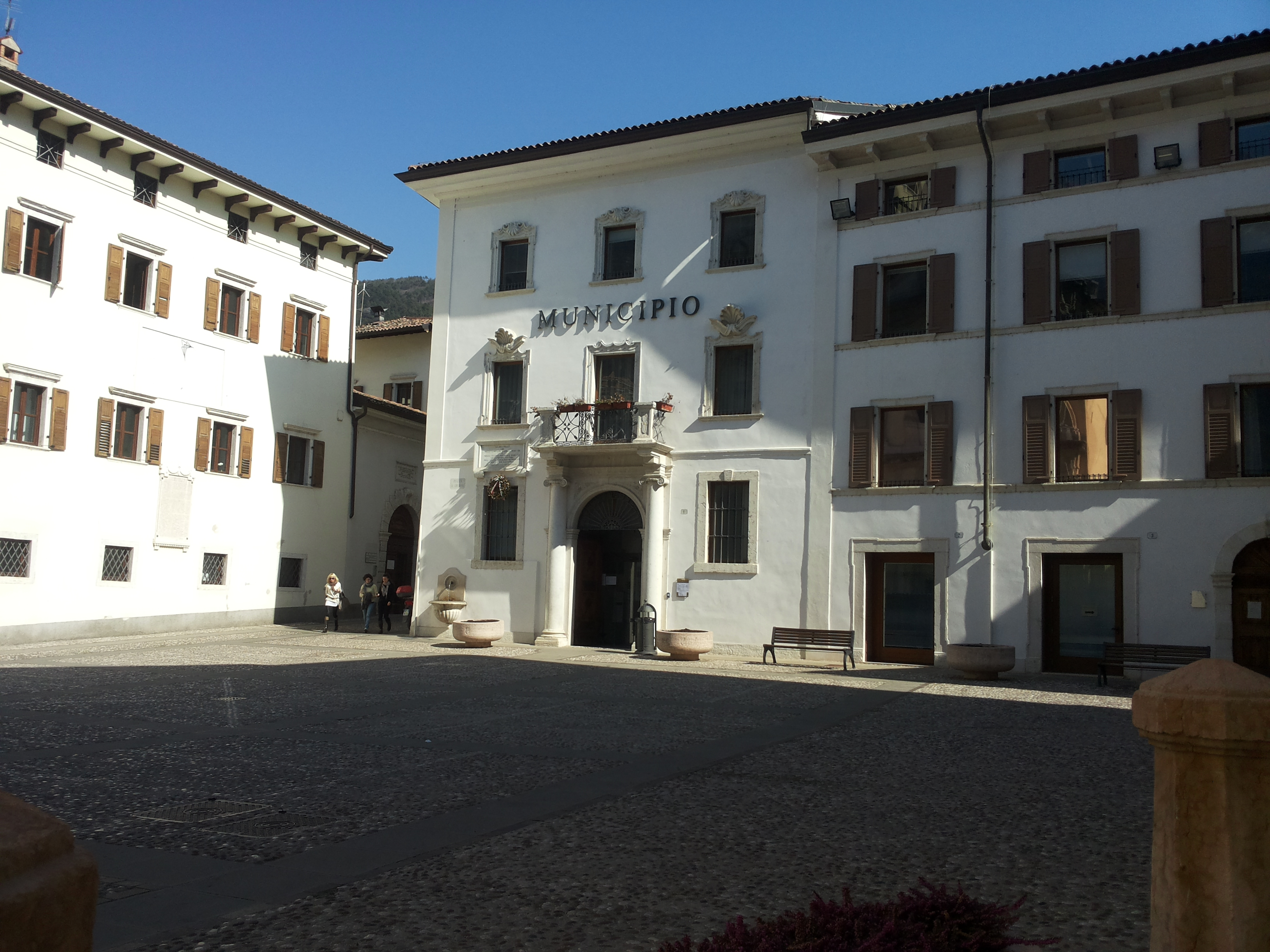
Il palazzo del municipio

- Palazzi de' Pizzini: un complesso di tre edifici realizzati tra la fine del XVII e la fine del XVIII secolo, in origine tra loro da un passatizio aereo simile al Ponte dei Sospiri di Venezia. Le architetture in stile barocco riportano lo stemma gentilizio, visibile sul portale di via S. Caterina; di scuola veronese l'affresco che ritrae la Madonna con Bambino e santa Caterina. Di pregio l'affresco che decora il soffitto del salone principale, da alcuni studiosi attribuito ad Antonio Gresta. Il palazzo è sede del Museo del pianoforte antico, la cui collezione si compone di 39 pianoforti (a tavolo, da viaggio, verticali, a coda, a giraffa), una spinetta, un organo a canne, un organo a cilindro e una sirenetta. Gli antichi strumenti appartengono a prestigiose case di costruttori europee, quali Pleyel, Erard, Cimmino, Stein, Fritz, Bechstein, Stainway e molte altre. Furono ospiti della famiglia Pizzini lo zar Nicola I di Russia, Heinrich Heine, Mozart, Napoleone Bonaparte ed Eugenio Prati.[38]
- Palazzo Angelini: il complesso acquisisce la struttura attuale nel Seicento, anche se il nucleo originario è del XV secolo. In origine l'edificio andava a costituire unico sistema abitativo con l'adiacente Palazzo Gresta e l'edificio fronteggiante, con la fontana settecentesca del Mosè. Il palazzo è rimasto di proprietà della famiglia Angelini fino agli anni settanta. L'edificio è definito "dei Quattro Imperatori" poiché nel corso dei secoli vi soggiornarono quattro sovrani: Carlo V d'Asburgo, Massimiliano II d'Asburgo, Carlo VI e Giuseppe II, che durante una visita alle fabbriche di velluti Angelini, esaudì le richieste dei vellutai, diminuendo la tassa di esportazione, e concesse ad Ala il titolo di "città".[39]
- Palazzo Taddei: uno dei primi edifici costruiti in via Nuova nel corso del Cinquecento, vi risiedeva la famiglia dei baroni Taddei, originari di Firenze e giunti ad Ala da Verona con l'appoggio della famiglia Castelbarco alla fine del Trecento. I Taddei furono i primi a svolgere attività commerciali e imprenditoriali. Giovanbrunone Taddei in queste stanze diede avvio alla fabbricazione del velluto a metà del Seicento. Nel 1810 palazzo Taddei ospitò il capo della rivolta sudtirolese Andreas Hofer, appena prima della sua condanna a morte, eseguita presso Mantova dai francesi. La facciata rinascimentale risale alla metà del XVI secolo.[40]
- Palazzo Zanderighi: di proprietà della famiglia Zanderighi fino al Settecento, il palazzo venne ceduto ai nobili Gresta i quali avviarono diversi interventi di ampliamento e ristrutturazione. L'edificio è stato asilo infantile fino a metà degli anni ottanta del XX secolo, per poi diventare sede della Biblioteca Comunale. L'archivio della biblioteca conta oltre 80 000 volumi a catalogo, dei quali circa 20 000 rari e di pregio. Fra le opere miscellanee non catalogate si segnalano i fondi manoscritti della famiglia Pizzini e il fondo archivistico Taddei. Presso Palazzo Zanderighi è stato ospite nel 1565 Carlo Borromeo.[41]
- Palazzo de' Gresti: la costruzione del palazzo risale alla fine del Quattrocento-inizi del Cinquecento. La cronologia dell'edificio è stata attribuita sulla base di un'incisione del 1530 raffigurante il Carrubio durante la visita dell'Imperatore Carlo V. La facciata è in stile barocco. Il palazzo è sempre stato residenza dei nobili Gresta fino al 1950 circa. Dal Seicento e al Settecento è stato sede della giurisdizione civile del Vicariato e residenza del Capitano di Giustizia. Un passaggio attraverso via Carrera lo collegava alle prigioni.[42]
- Palazzo Morandini prima sede del convitto comunale fondato nel 1924 nel palazzo di via Sentaruolo, fu dimora di Maria Abriani, eroina di Ala, nel cui giardino si svolse la battaglia per la presa della città.

### Castelli

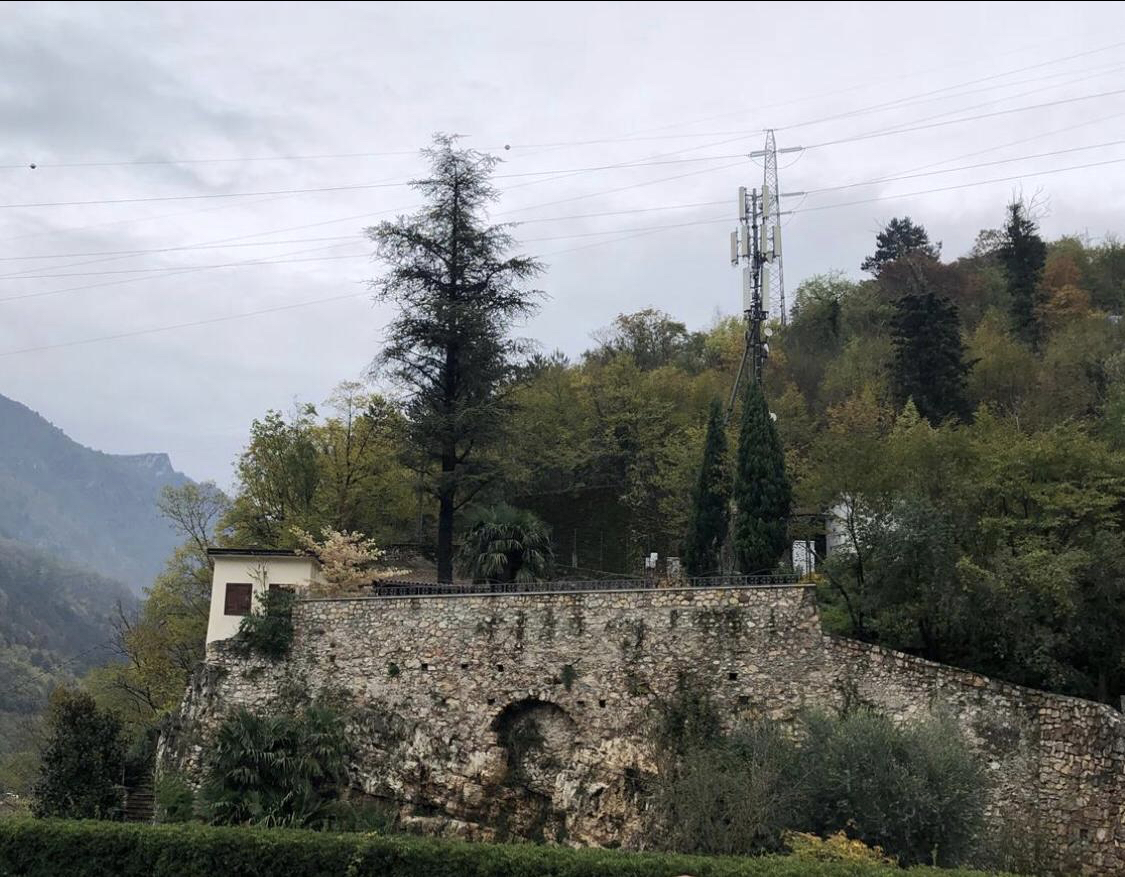
Muro medievale Giardino Piconi - Fortino d'Italia

#### Castello di Ala
La presenza è stata ipotizzata in Villalta. Nella documentazione il Castello di Ala viene citato con seguenti espressioni: Ala cum suo castro (1338-1347) e Castello di Ala (1523).
Nelle fonti storiche la prima notizia di questo castello è reperibile nelle fonti e si trova nell'elenco delle proprietà vescovili in Vallagarina fatto stilare alla metà del XIV secolo dal principe-vescovo Nicolò da Bruna e da quale si deduce che apparteneva al Principato tutta la terra di Ala con l'intero suo distretto e con il castello che era stato demolito dai Castelbarco.
L'insediamento si è evoluto dal centro storico anticamente formato da tre nuclei: Villanova, Carrubio e il rione più antico detto della Villa Alta o Villalta, abitato dai locali – detti terèrj – dediti ai lavori agricoli e all'allevamento. Proprio in questa posizione di non facile accesso, che offriva un punto di osservazione privilegiato doveva sorgere il castello. È probabile che accanto al castello, dove ora si trova la chiesa di Santa Maria Assunta, sorgesse una chiesetta e di cui si ha menzione già nel 1178. L'antico sobborgo, centro della vita economica con gli spazi per le coltivazioni, i mulini e le fucine, è individuabile in corrispondenza dell'odierna via Nuova, l'antica Villa Nova, in prossimità del torrente Ala. La zona era abitata da artigiani e commercianti venuti da fuori - i forènsi. 
Il secondo nucleo antico di Ala era rappresentato dal Carrubio che costituiva il centro del borgo commerciale, zona di transito, di mercato e scambio.
Il borgo medievale era delimitato da una serie di porte: verso l'attuale via Roma e verso la Valbona dove esisteva la porta di San Colombano. 
L'aspetto dell'antico nucleo insediativo si ravvisa ancora in un documento del 1539 dove la stretta via Sentaruolo, adiacente a Villalta, è posta: immediate extra villa, in ora dicta al Sentarol. 
In quanto alla viabilità antica Ala è identificata con l'importante statio di età romana chiamata Ad Palatium del l'Itinerarium Antonini, difficile però stabilire con relazione con il contesto del castello. 
Archeologicamente la zona di Ala è nota soprattutto per i rinvenimenti della metà dell'Ottocento di reperti romani: si tratta per lo più di monete, ma vi sono anche stili per scrivere, chiavi, cuspidi di lancia, spathae, pendagli e alcuni strumenti di probabile uso medico. I materiali sono conservati al museo Ferdinandeum di Innsbruck.
Le fonti documentarie non consentono di includere come doveva articolarsi la fortificazione; nella Memoria de tutti i castelli si parla di fondamenta del castello ancora ben visibili agli inizi del Cinquecento, poste al di sopra della chiesa, in posizione dominante sul borgo sottostante.

#### Castello di Serravalle
Il Castello di Serravalle è stato citato per la prima volta attorno al 1240 come Castrum Seravallis, la toponomastica presente el dòs dela tòr è stata identificata con il dosso boscoso situato a 296 m a SO della località di fortini come la zona in cui sussisteva il castello superiore.
Nell'anno 1240 fu posto sotto il controllo dei signori da Lizzana, furono gli alleati trentini che seguirono gli ordini di Ezzelino da Romano imponendo così dei dazi sulla strada atesina (Verona-Trento) al fine di fornire munizioni ai Castelli di Serravalle e Trambileno.
Nel 1270 i Castelbarco si ripartirono le loro proprietà, è qui che il castello di Serravalle con tutte le sue appartenenze fu conferito alla quarta e quinta parte.
L'importanza del castello è stata identificata come un sito di controllo e sbarramento vallivo, il tutto è stato ribadito nell'inventario dei diritti del principato vescovile fatti recensire verso la metà del XIV secolo dal principe-vescovo Nicolò, laddove la torre e la chiusa di Serravalle sono collocati al primo posto nell'elenco dei feudi tridentini siti nel plebato di Mori.
Dal testamento di Guglielmo di Castelbardo detto il "Grande" del 1320 si apprende che turrim seu castrum Seravalis passò in lascito al pronipote Guglielmo del fu Azzone. Con l'investitura del 1321 per opera del vescovo Enrico, alla quale seguì la conferma del 1339 da parte del vescovo Nicolò di Bruna, Giovanni del fu Abriano, figlio di Bonifacio di Castelbarco-Rovione, manteneva tra gli altri castelli, anche Castrum Seravallis.
Nel 1388 le proprietà passano in concessione parte ad Azzone Francesco, e parte ai Castelbarco di Albano e Gresta.
Con il testamento di Azzone Francesco, alla morte dell'unico erede Ettore, il castello di Serravalle così come altre sue proprietà nella Bassa Vallagarina passarono alla Repubblica di Venezia nel 1411.
La chiesa e il castello divennero un punto strategico, quando nel 1508 il comandante veneziano Giorgio Emo, fece presidiare e fortificare i castelli di Serravalle e Chizzola, collocandovi il proprio campo.
Dopo la riconquista trentino-tirolese il castello cadde in abbandono anche se la sua funzione non venne meno, nel 1813 nella zona furono inviati uomini al fine di costruire fortificazioni i cosiddetti "fortini" (essi si estendono lungo una vasta fascia a monte del centro abitato di Serravalle all'Adige tra i 200 e 350 m).
La posizione privilegiata di controllo vallivo, ha fatto sì che le strutture reduci del castello, durante il primo conflitto mondiale, siano state riutilizzate come ricoveri e camminamenti.
Nella carta del Burgklechner del 1611 gli edifici della chiusa sono tracciati con esattezza, infatti sulla sommità del dosso spunta la torre con la cinta muraria incorniciata da merli, sottostante si trova un'altra torre la cui cinta va ad appoggiarsi a un grande edificio con copertura a doppio spiovente, che si snoda lungo il fiume.
Le vestigia del castello di Serravalle sorgono sulla sommità di un dosso, è noto come "Doss dela Tor" nel punto più stretto e angusto di tutta la Bassa Vallagarina. Il toponimo stesso "Serravalle" illustra in modo chiaro le caratteristiche del sito costretto tra le pendici del monte Zugna e il fiume. Del Castello di Serravalle sopravvivono solo i ruderi del castello superiore, raggiungibile percorrendo un sentiero che ha inizio in piazza Damiano Chiesa, nella parte alta del villaggio, dopo la chiesa. La torre del castello superiore, unica superstite quindi del complesso fortificato, si presenta a pianta quadrata.
Il paesaggio limitrofo è caratterizzato dalla presenza di grandi spazi coltivati di forma quadrangolare delimitati da muri a secco e ricoveri in pietra.
L'intera superficie confinante al castello presenta fortezze realizzate durante la prima guerra mondiale, che rendono difficile l'interpretazione del sito in quanto parte delle strutture medievali sono stati reimpiegate, adattate e abbattute.
Archeologicamente la zona di Serravalle è nota principalmente per il rinvenimento di sepolture, avvenuto a fine Ottocento contemporaneamente ai lavori per la costruzione della ferrovia. Reperti soprattutto di epoca romana, acquisiti poi dal Museo civico di Rovereto.
L'intera zona, oltre a un'invasiva copertura vegetativa, presenta una fitta rete di trincee, riportando così difficile la lettura del sito e le sue fasi evolutive.

#### Castel Sajori (frazione di Chizzola)

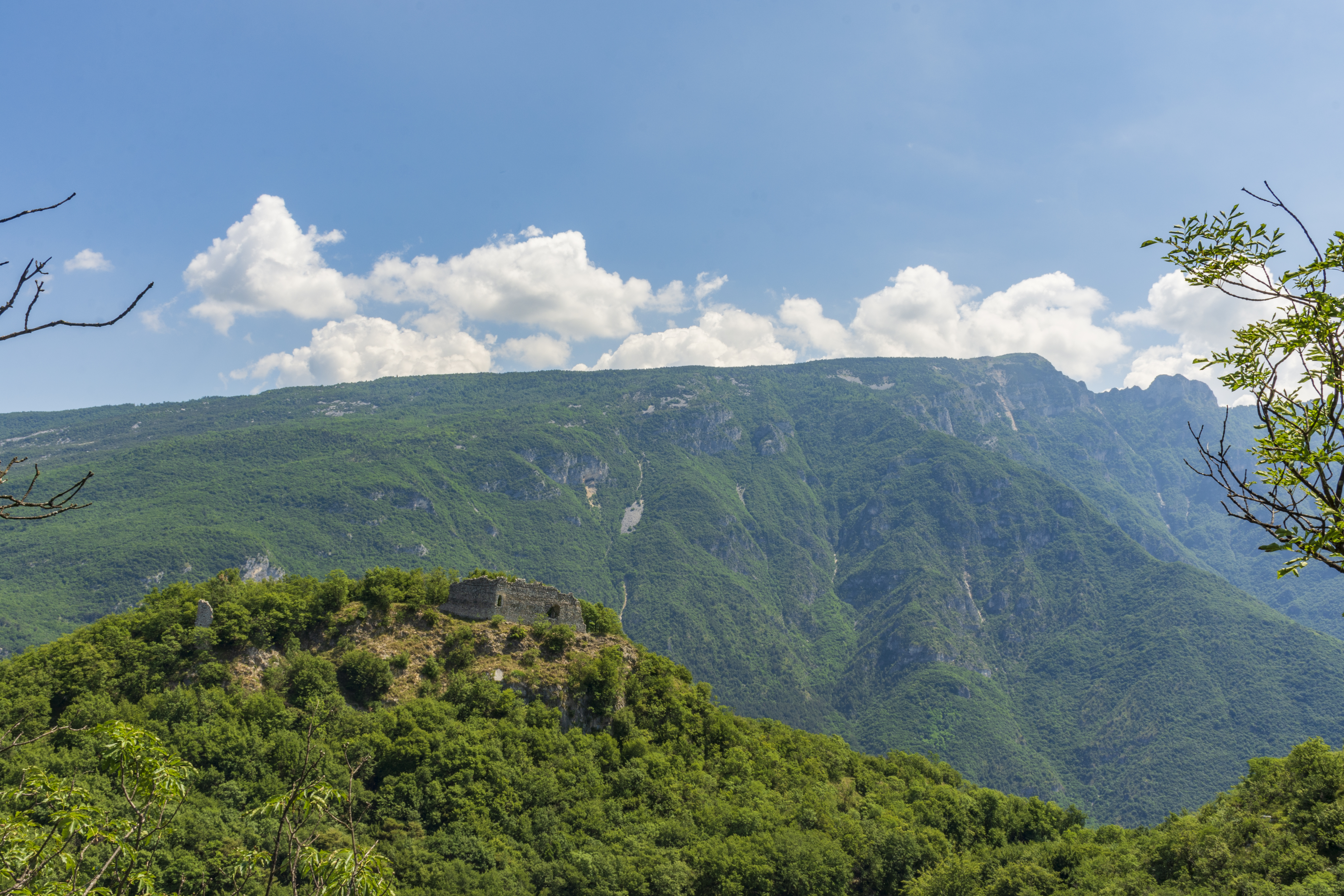
Ruderi Castel Sajori

Nell'uso locale viene erroneamente chiamato Castel San Giorgio, il castello di Chizzola che si trova in località Villetta, la cui denominazione castrum clusolae è attestata nelle fonti antiche.
Le prime notizie comprovate circa il castello di San Giorgio/Castel Sajori risalgono al 1218 quando entrò a far parte delle tenute della famiglia Castelbarco. In seguito, nel 1265 Azzone lascia ai figli tutti i suoi beni (castelli e diritti feudali) il patrimonio viene diviso nel 1270 in cinque parti. La quarta e la quinta parte che comprendevano il Castel San Giorgio, il Castello di Chizzola, Serravalle, Suscignalo e Barco furono assegnate ad Alberto, Federico e Guglielmo con una successiva concessione e smistamento delle proprietà.
Il testamento di Azzone Francesco del 1410 prevedeva il lascito del suo patrimonio alla Repubblica di Venezia in caso di morte dell'unico erede Ettore. Morto quest'ultimo Venezia si impossessò di tutti i castelli e altri beni ereditati.
Il Castello nel XV secolo fu probabilmente un osservatorio privilegiato del campo veneziano di Serravalle-Chizzola.
Nei comunicati riportati nel 1523 nel Registrum Decimarum qauttuor Vicariatum è inserita una Memoria de tutti i castelli che cita: «il castello ditto di Sancto Zorzi il quale e nel vicariato di Brentonico sopra la Villa Alla Chizzola, ruinato».
Al momento della guerra di successione per il trono di Spagna, e precisamente durante l'invasione del Trentino del 1703, pare che il duca di Vendôme occupò le vie sul Monte Baldo predisponendone la fortificazione, e al ritiro sembra che le truppe francesi compromettessero il castello.
I primi rinvenimenti archeologici sono scarsi e non vedono relazione con il contesto medievale. Dal periodo medievale comunque provengono alcuni frantumi ceramici recuperati da terreno franato a seguito di cedimenti di parti murarie. Questi frammenti di anse, orli sono stati contrassegnati da impasti duri con smagrante di macinato di calcare molto fine e inclusi di dimensioni variabili.

#### Castel Chizzola
Una prima citazione del sito de la Clozola, risalente al 1240. Nell'uso locale oggi il castello di Chizzola viene erroneamente chiamato Castel San Giorgio denominazione questa del castello sovrastante noto anche con il nome di Castel Sajori.
Il 14 dicembre 1270 nella villa di S. Ilario alla presenza di notai e signori dell'orbita castrobarcense i fratelli Alberto, Bonifacio, Federico, Leonardo e Guglielmo divisero le loro proprietà in cinque parti, la quarta comprendevano i Castelli di San Giorgio, Chizzola e Serravalle. Nelle attribuzioni successive ricevute nel 1307 e 1314 da Guglielmo non si trova alcun accenno del castello, ma è molto probabile che vi fosse stata una riconferma dei possessi di Chizzola, considerato che negli atti testamentari del 1316 e 1319 si fa espresso riferimento al Castrum seu turrim Chizzolle.
Azzone Franceso figlio di Giovanni Carlo ne diviene signore nel 1388 ma rivela la determinazione che i suoi possedimenti in Vallagarina, in caso di morte del suo unico erede, passino alla Repubblica di Venezia. Castel Chizzola con gli altri edifici della chiusa di cui era parte integrante, fu così conquistato dai veneziani. Non è chiaro se il castello abbia avuto un ruolo nella Guerra Roveretana anche se Roberto da Sanseverino nel 1487 ammassò il suo esercito alla chiusa di Serravalle.
Il castello vede un nuovo momento di dominazione quando nel 1508 il generale veneziano Giorgio Emo fece fortificare i castelli delle chiuse, sgomberati l'anno successivo con l'arrivo delle truppe di Massimiliano I d'Asburgo.
La toponomastica schiarisce il carattere morfologico dell'intera area che, si configura come una chiusura, una strettoia naturale nella Vallagarina che a partire dell'abitato di Pilcante e fino a Serravalle, trova correlazione nei nomi di località con suffisso in cesura. Lo stesso termine "Chizzola" avrebbe origine dal latino medievale Clusa ovvero chiusa (fonte del 1240). Il Castello data la sua posizione e allungamento doveva costituire un elemento di forte impatto per chi transitava nella valle, considerando anche che le sue strutture aggregavano il borgo sottostante della Villetta e arrivavano a scorrere lungo la sponda del fiume. Gli edifici del castello sono stati completamente smantellati.
L'area ha visto una rifortificazione durante i conflitti bellici e un limitato utilizzo delle strutture del castello, va aggiunta anche la regimazione delle acque del fiume Adige che ha visto la realizzazione di una serie di opere imponenti volte a ridurre la portata d'acqua del fiume e la successiva rettifica del corso.
Le prime testimonianze sono riferibili all'età del bronzo recente e del ferro, mentre esiste anche una documentazione archeologica che risale all'età romana, rinvenuta a fine Ottocento durante lo sterro dei campi o in occasione di lavori edili. I materiali recuperati sono da ascrivere a una fase cronologica compresa tra il XIII secolo e il XV secolo, dato questo che prova la frequentazione del sito già nota attraverso le fonti documentarie.

### Altri siti di interesse
- Complesso Pizzini, Pozzo Alto: il complesso edilizio, che compare per la prima volta nell'Atlas Tyrolensis del 1774, è situato in località Pozzo Alto, su un pianoro posto sulla riva destra del torrente Ala, nella Valle di Ronchi. Esso è composto da due corpi di fabbrica ortogonali, da una cappella e da una struttura di copertura in corrispondenza del pozzo. Il complesso risulta dunque a corte aperta. La famiglia Pizzini acquista il bene nel 1693, anno in cui viene costruita, su iniziativa dei nuovi proprietari, la cappella. È dunque a partire dalla seconda metà del XVIII secolo che l'edificio viene adibito a residenza per la villeggiatura, dotata di strutture collaterali preposte ad attività produttive. Nello specifico, la parte destinata al ricovero del bestiame e alle attività agricole corrisponderebbe alla porzione più antica del complesso. I corpi di fabbrica principali corrispondono invece alla villa residenziale, eretta nel 1725 dai Pizzini, come testimonia lo stemma della famiglia posto sulla facciata.[44]
- Fucina Cortiana: antico Mulino, trasformato successivamente in officina, attiva fino agli anni ottanta del secolo scorso. Il fabbro artigiano Francesco Cortiana vi produceva attrezzi da taglio per l'attività agricola e boschiva, servendosi di un maglio e di una "mola" azionata dall'acqua del torrente Ala.[45]

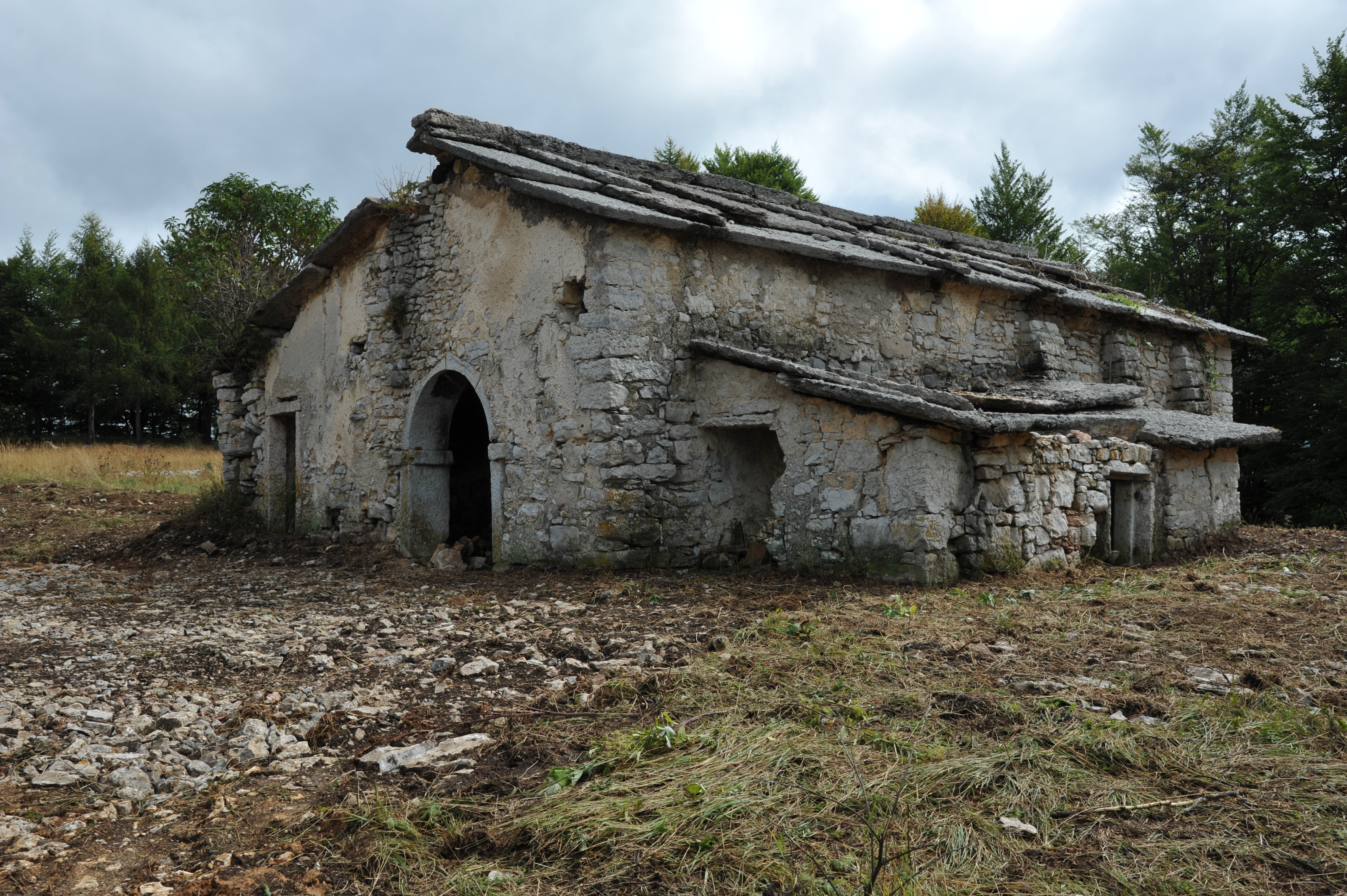
Malga Foppiano, Casara

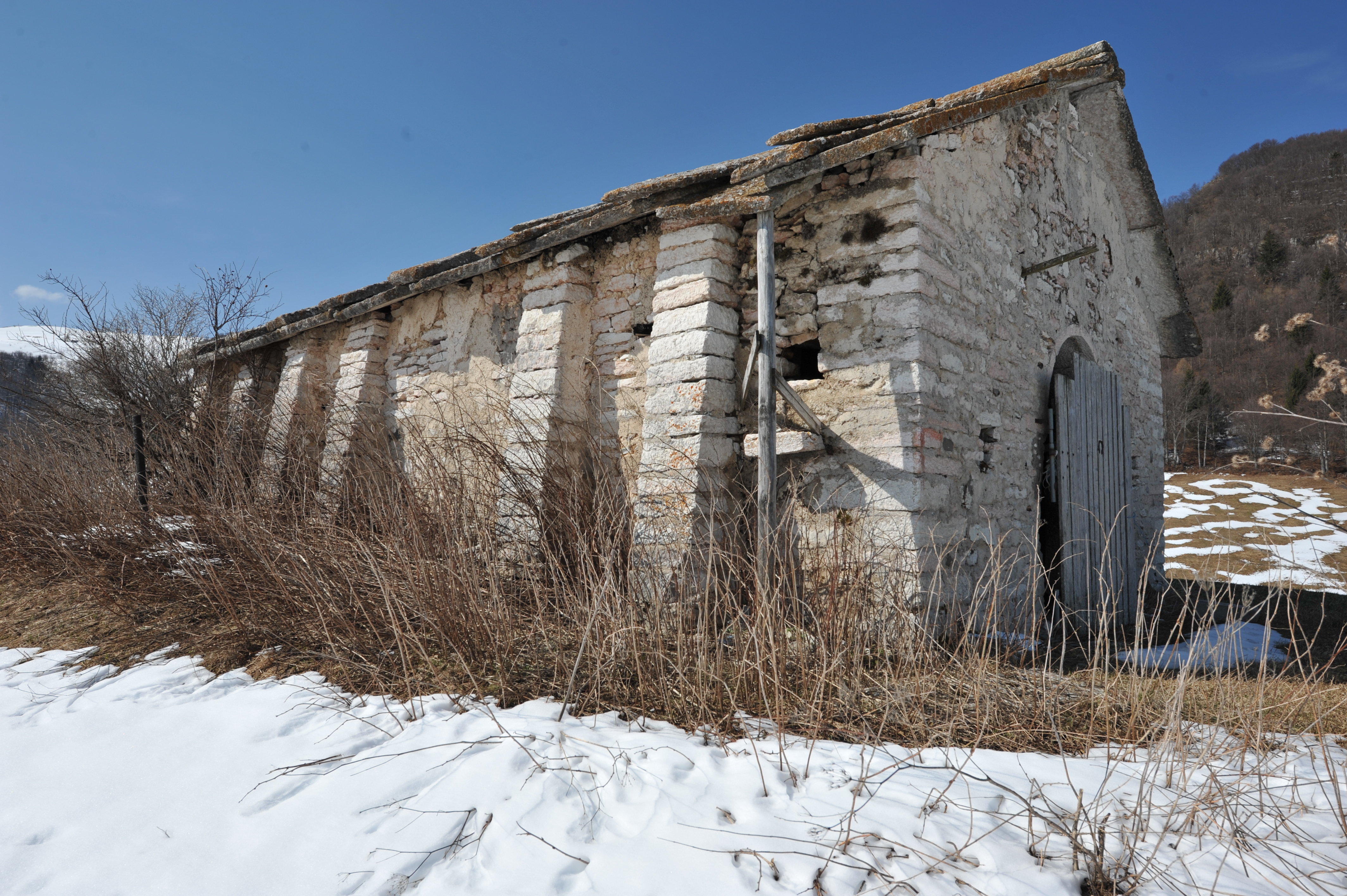
Malga Fratte, Casara

- Malghe della Lessinia settentrionale: Malga Barognol, Malga Baito di Fondo, Malga Boldera, Malga Brusà, Malga Casalberto, Malga Coe di Ala, Malga Cornafessa, Malga Fratte, Malga Foppiano, Malga Lavacchietto, Malga Lavacchione, Malga Maia, Malga Revoltel, Malga Sega, Malga Scortigara di Cima, Malga Scortigara di Fondo.[46]

## Società

### Evoluzione demografica
Abitanti censiti

### Etnie e minoranze straniere
Al 31 dicembre 2023 la popolazione straniera era di 883 persone, pari al 9,38%  degli abitanti.

### Tradizioni e folclore
- Carnevale di Villalta
- Bi-ciclone

## Cultura

### Istruzione

#### Musei
Il museo del pianoforte antico ha sede nel Palazzo De' Pizzini, nel quale sostarono numerosi personaggi illustri durante i loro viaggi in Italia, come Maria Teresa d'Austria, Napoleone Bonaparte e il celebre compositore Wolfgang Amadeus Mozart, che scrisse numerose composizioni e suonò più volte in questo palazzo, sempre accompagnato da suo padre Leopold Mozart.
La gran parte dei pianoforti del museo è dell'epoca di Mozart, Schubert e Chopin e fa parte della collezione della pianista Temenuška Vesselinova, restaurata e riportata al loro antico splendore, permettendo agli avventori di rivivere la magica atmosfera di quell'epoca. La stessa Temenuška Vesselinova accoglie i visitatori illustrando i pezzi rari della collezione e, la prima domenica di ogni mese, si esibisce in alcuni pezzi con diversi pianoforti della collezione, nella caratteristica cornice di Palazzo De' Pizzini, per piccoli gruppi di persone.
Oltre che un'importante tappa per gli appassionati, è anche un centro di restauro e conservazione per pianoforti molto rinomato in tutta Italia.

## Infrastrutture e trasporti

### Strade
Ala è raggiungibile grazie al casello di Ala-Avio posto sull'Autostrada A22.
Inoltre, il comune è attraversato dalla SS12 dell'Abetone e del Brennero.

### Ferrovie
Ala è dotata di una stazione lungo la ferrovia del Brennero nel tratto compreso tra Verona e Trento.

## Amministrazione
| Periodo           | Periodo           | Primo cittadino    | Partito                                                            | Carica      | Note |
| ----------------- | ----------------- | ------------------ | ------------------------------------------------------------------ | ----------- | ---- |
| 8 settembre 1983  | 6 giugno 1990     | Mario Tomasi       | Democrazia Cristiana                                               | Sindaco     |      |
| 6 giugno 1990     | 5 giugno 1995     | Agostino Trainotti | Democrazia Cristiana                                               | Sindaco     |      |
| 3 luglio 1995     | 15 maggio 2000    | Tiziano Mellarini  | Lista civica                                                       | Sindaco     |      |
| 16 maggio 2000    | 5 marzo 2003      | Tiziano Mellarini  | Lista civica                                                       | Sindaco     |      |
| 5 marzo 2003      | 9 maggio 2004     | Giuliana Tomasoni  | Lista civica                                                       | Vicesindaco |      |
| 24 maggio 2004    | 31 maggio 2010    | Giuliana Tomasoni  | Lista civica                                                       | Sindaco     |      |
| 31 maggio 2010    | 25 maggio 2015    | Luigino Peroni     | Lista civica                                                       | Sindaco     |      |
| 25 maggio 2015    | 22 settembre 2020 | Claudio Soini      | Partito Democratico - Unione per il Trentino - PATT - Lista civica | Sindaco     |      |
| 22 settembre 2020 | 26 maggio 2024    | Claudio Soini      | PATT - Liste civiche                                               | Sindaco     |      |
| 26 maggio 2024    | in carica         | Stefano Gatti      | PATT - Liste civiche - Lega                                        | Sindaco     |      |

### Altre informazioni amministrative
La circoscrizione territoriale ha subito le seguenti modifiche: nel 1928 aggregazione di territori dei soppressi comuni di Chizzola, Pilcante, Santa Margherita e Serravalle all'Adige.